# 下陈街道
下陈街道，中国浙江省台州市椒江市下辖的一个街道。

## 辖区
该街道辖有：	后徐村、当角村、渠东村、南野份村、日山份村、倪李张村、沙北村、桥南村、岸里村、东新堂村、大桥头村、横河陈村、下洋潘村、草坦洪村、南岸里村、下洋邱村、下六份村、桥上王村、水陡村、陈洪村、牛轭村、后邱村、椒洋村、合作村、同心村、高张村、杨家村、两爿墩村、湖田村、下陈村、街南村、台门里村、三顶桥村、永胜村、前阮村、明星村、水仓头村、勇进村、横塘村、刘洋村、甲头村、